# Guémené-Penfao
Guémené-Penfao är en kommun i departementet Loire-Atlantique i regionen Pays de la Loire i nordvästra Frankrike. Kommunen ligger i kantonen Guémené-Penfao som tillhör arrondissementet Châteaubriant. År 2022 hade Guémené-Penfao 5 242 invånare.

## Befolkningsutveckling
Antalet invånare i kommunen Guémené-Penfao
| Referens: INSEE |